# Чемпионат мира по футболу 2006
Чемпионат мира по футболу 2006  (нем. Fußball-Weltmeisterschaft 2006; англ. 2006 FIFA World Cup) — 18-й чемпионат мира по футболу ФИФА, финальная стадия которого прошла в Германии с 9 июня по 9 июля 2006 года. В нём приняли участие 32 сборные, которые провели групповой этап, а затем стыковые матчи вплоть до финала. Всего состоялось 64 матча.
Германия выиграла право на проведение финального турнира чемпионата мира 6 июля 2000 года, опередив Бразилию, Марокко, Англию и, наконец, в финале, 12 голосами против 11 — Южную Африку.

## Выборы хозяев
Выборы страны, которая должна принять чемпионат мира 2006 года, состоялись в июле 2000 года в Цюрихе. Заявки подали изначально пять стран: Германия, Англия, ЮАР, Марокко и Бразилия, причём бразильцы ещё в 1998 году начали готовить свою заявку. Однако за три дня до начала выборов бразильцы сняли свою заявку.
Голосование прошло в три раунда: в каждом раунде страна с меньшим числом голосов выбывала из борьбы. Первые два раунда прошли 6 июля 2000 года: по их итогам из борьбы выбыли сначала Марокко, а потом Англия. 7 июля в третьем раунде сошлись Германия и ЮАР: немцы выиграли голосование со счётом 12:11.
| Результаты голосования | Результаты голосования | Результаты голосования | Результаты голосования |
| Страна                 | Раунд 1                | Раунд 2                | Раунд 3                |
| ---------------------- | ---------------------- | ---------------------- | ---------------------- |
| Германия               | 10                     | 11                     | 12                     |
| ЮАР                    | 6                      | 11                     | 11                     |
| Англия                 | 5                      | 2                      | –                      |
| Марокко                | 3                      | –                      | –                      |

### Коррупционный скандал

#### Давление в день выборов
Организационный комитет Германии подвергался обвинениям в коррупции и даче взяток с самого момента подачи Германией заявки на проведение чемпионата мира. В день голосования огласке предали скандал о возможном подкупе голосующих делегатов ФИФА, вследствие чего прозвучали призывы провести повторное голосование. За сутки до голосования немецкий сатирический журнал Titanic отправил делегатам FIFA шуточные письма с предложением разных шуточных подарков от часов с кукушкой до шварцвальдской ветчины в обмен на то, что они проголосуют за Германию; в итоге делегат от Океании, президент ОФК Чарли Демпси, изначально поддерживавший Англию, вынужден был объявить самоотвод из-за «невыносимого давления извне», поскольку ему стали поступать настойчивые требования поддержать ЮАР. Если бы Демпси последовал инструкциям, то счёт по голосам был бы 12:12, и тогда последнее слово оставалось за президентом ФИФА Зеппом Блаттером, который лично голосовал за ЮАР: именно его голос стал бы определяющим.

#### Действия немецких политиков
Подозрительными оказались действия ряда немецких политиков и бизнесменов за месяцы до голосования: внезапно некоторые из них организовали встречи в Азии с представителями футбольных ассоциаций нескольких стран, которые имели право голоса: так, канцлер ФРГ Герхард Шрёдер отменил эмбарго на поставку оружия в Саудовскую Аравию, поставив в страну партию гранатомётов, компания DaimlerChrysler вложила несколько сотен миллионов евро в компанию Hyundai, сын основателя которой Чон Монджун имел право голоса в исполкоме ФИФА; наконец, компании Volkswagen и Bayer инвестировали крупные средства в предприятия Таиланда и Южной Кореи, рассчитывая на голоса не только Чон Монджуна, но и Ворави Макуди. Утверждалось, что Макуди получил средства от немецкого медиамагната Лео Кирха, который нередко платил колоссальные суммы в обмен на показ телеканалами малоинтересных товарищеских матчей сборной Германии и мюнхенской «Баварии». Более того, компания KirchMedia заключила договор с ливанцем Элиас Заккур о его консультационных услугах на 1 миллион долларов, хотя он не имел опыта работы со СМИ, но имел связи в исполкоме ФИФА: один миллион долларов был внесён на счёт в Люксембурге, а второй должен был поступить не раньше, чем на следующий день после окончания голосования.

#### Скандал с журналом Der Spiegel
16 октября 2015 года немецкий журнал Der Spiegel обвинил в попытке подкупа четырёх членов азиатского исполкома ФИФА некий подставной фонд, созданный CEO компании Adidas Робертом Луи-Дрейфусом, с капиталом в 10,3 млн. швейцарских франков (около 13 миллионов немецких марок). Утверждалось, что глава заявочного комитета Германии Франц Беккенбауэр и президент Немецкого футбольного союза Вольфганг Нирсбах знали об этом фонде как минимум в 2005 году, а фонд предоставил от имени Луи-Дрейфуса немцам крупную сумму денег, которая не появлялась никогда в списке доходов и расходов союза. За полтора года Луи-Дрейфус потребовал вернуть ему деньги: на тот момент ему якобы должны были 6,7 млн. евро. Чиновники, пытаясь скрыть этот факт, выплатили аналогичную сумму ФИФА под предлогом оплаты расходов на церемонии открытия и закрытия на Олимпийском стадионе Берлина, которая в итоге не состоялась; все средства были переведены на счёт ФИФА в Женеве, а оттуда поступили и Луи-Дрейфусу. Через сутки в официальном заявлении Нирсбах отверг все обвинения в подкупе чиновников ФИФА, заявив, что заявка Германии победила честными способами и что на журнал подадут иск в суд за клевету, поскольку никаких подставных фондов не создавалось. 22 октября на пресс-конференции Нирсбах подтвердил вышесказанное, но признал, что сумма в размере 6,7 млн. евро (около 10 млн. швейцарских франков) использовалась в 2002 году для обеспечения крупных дотаций от ФИФА в размере 170 млн. евро, однако поскольку у комитета не было собственных ресурсов, деньги пришлось брать в долг у Луи-Дрейфуса, а в 2005 году через счета ФИФА эти средства вернули миллионеру. При этом Нирсбах признавал, что не понимал мотивов подобной сделки, и отмечал, что точно не помнит, как тут был замешан Луи-Дрейфус: журналисты Der Spiegel утверждали, что у Нирсбаха была рукописная заметка «Плата для РЛД» (нем. Honorar für RLD), считая эти буквы аббревиатурой от имени и фамилии бизнесмена. ФИФА опровергла заявление в тот же день, заявив, что подобных выплат в 2002 году не регистрировалось, а бывший президент НФС Тео Цванцигер обвинил Нирсбаха во лжи и заявил, что деньги ушли на поддержку Мухаммеда ибн Хаммама, который поддерживал в 2002 году на выборах президента ФИФА Блаттера и выступал против кандидата в лице Иссы Хаяту (в марте 2017 года об этой выплате сообщил Der Spiegel).

#### Расследование
За Германию проголосовали три азиатских члена исполкома ФИФА, однако Der Spiegel не смогла получить комментарии от них: двое не взяли трубку после звонков журналистов, а третий, кореец Чон Сонджун, заявил, что считает позорным обсуждать подобные слухи; сам же Луи-Дрейфус скончался ещё в 2009 году. Комитет по этике ФИФА начал своё расследование 22 марта 2016 года. Независимое расследование аудиторской компании Freshfield 2017 года завершилось составлением 380-страничного отчёта, в котором утверждалось об отсутствии доказательств подкупа членов ФИФА, однако Der Spiegel раскритиковала компанию и обвинила её в получении взятки в размере 9 миллионов евро. В марте 2018 года обвинения в уклонении от уплаты налогов предъявили Тео Цванцигеру, Вольфгангу Нирсбаху и Хорсту Шмидту, первому вице-президенту оргкомитета: их обвиняли в том, что предоставленную ссуду от Луи-Дрейфуса Беккенбауэру пытались выдать за статью коммерческих расходов в 2005 году.
Федеральная прокуратура Швейцарии в августе 2019 года предъявила обвинения всем троим: Цванцигера, Нирсбаха и бывшего генерального секретаря ФИФА Урса Линси обвинили в мошенничестве и преступном сговоре, а Нирсбаха — в пособничестве мошенничеству. Ожидалось, что Федеральный уголовный суд Беллинцоны начнёт рассматривать дело 9 марта 2020 года, однако суд был отложен из-за неявки всех обвиняемых: двое обвиняемых смогли предъявить медицинские справки, однако никто не предъявил доказательства того, что не может выехать за границу. Дело перенесли на 11 марта. Однако 20 апреля 2020 года Федеральный уголовный суд принял решение 27 апреля закрыть уголовное дело по истечении срока давности, так и не сумев привлечь кого-то к ответственности.

## Отборочный турнир
В отборочном турнире к 18-му чемпионату мира принимали участие 197 команд, которые были разделены на 6 географических зон:
- Европа (УЕФА) — 51 команда, из них в финальный турнир вышло 13 команд,
- Азия (АФК) — 39 команд, из них в финальный турнир вышло 4 команды,
- Африка (КАФ) — 51 команда, из них в финальный турнир вышло 5 команд,
- Северная Америка (КОНКАКАФ) — 34 команды, из них в финальный турнир вышло 4 команды,
- Южная Америка (КОНМЕБОЛ) — 10 команд, из них в финальный турнир вышло 4 команды,
- Океания (ОФК) — 10 команд, из них в финальный турнир вышла 1 команда.

## Участники
Всего в финальном турнире участвовала 31 команда, прошедшая отборочный турнир, и сборная Германии, квалифицировавшаяся напрямую как хозяйка турнира.
С данного турнира согласно изменившимся правилам действующему чемпиону мира место в финальном турнире не предоставляется, и сборная Бразилии пробивалась на чемпионат через отбор.
| - Австралия (28) - Англия (2) - Ангола (31) - Аргентина (7) - Бразилия (1) (как ЧМ) - Гана (30) - Германия (4) (как ХЧ) - Иран (21) - Испания (3) - Италия (8) - Коста-Рика (18) - Кот-д’Ивуар (27) - Мексика (5) - Нидерланды (10) - Парагвай (15) - Польша (20) | - Португалия (17) - Саудовская Аравия (19) - Сербия и Черногория (24) - США (9) - Того (32) - Тринидад и Тобаго (29) - Тунис (22) - Украина (26) - Франция (6) - Хорватия (14) - Чехия (16) - Швейцария (25) - Швеция (13) - Эквадор (23) - Республика Корея (11) - Япония (12) |

В скобках показывается номер, под которым команда «посеяна» на чемпионате. Это значение определялось двумя факторами:
- Выступление команды на последних двух чемпионатах (1998 и 2002)
- Позиция команды в рейтинге ФИФА за последние два года (2003—2005)

Из этих номеров важными являются только первые восемь, которые определили фаворитов групп.
8 (5) команд пробились на чемпионат мира впервые: Ангола, Гана, Кот-д’Ивуар, Сербия и Черногория (до этого на ЧМ участвовала сборная Югославии), Того, Тринидад и Тобаго, Украина (до этого на ЧМ участвовала сборная СССР), Чехия (до этого на ЧМ участвовала сборная Чехословакии).

## Стадионы
Чемпионат мира прошёл на 12 стадионах.
| Берлин                          | Дортмунд | Мюнхен | Штутгарт                        |
| ------------------------------- | --- | --- | ------------------------------- |
| Олимпийский стадион             | Сигнал Идуна Парк                                                                                              | Альянц Арена                                                                                                   | Стадион имени Готтлиба Даймлера |
| 52°30′53″ с. ш. 13°14′22″ в. д. | 51°29′33″ с. ш. 7°27′06″ в. д.                                                                                 | 48°13′07″ с. ш. 11°37′29″ в. д.                                                                                | 48°47′32″ с. ш. 9°13′55″ в. д.  |
| Вместимость: 74 176             | Вместимость: 80 552                                                                                            | Вместимость: 69 901                                                                                            | Вместимость: 55 896             |
|                                 | | |                                 |
| Гельзенкирхен                   | Берлин Дортмунд Франкфурт Гельзенкирхен Гамбург Ганновер Кайзерслаутерн Кёльн Лейпциг Мюнхен Нюрнберг Штутгарт | Берлин Дортмунд Франкфурт Гельзенкирхен Гамбург Ганновер Кайзерслаутерн Кёльн Лейпциг Мюнхен Нюрнберг Штутгарт | Гамбург                         |
| Фельтинс Арена                  | Берлин Дортмунд Франкфурт Гельзенкирхен Гамбург Ганновер Кайзерслаутерн Кёльн Лейпциг Мюнхен Нюрнберг Штутгарт | Берлин Дортмунд Франкфурт Гельзенкирхен Гамбург Ганновер Кайзерслаутерн Кёльн Лейпциг Мюнхен Нюрнберг Штутгарт | АОЛ Арена                       |
| 51°33′16″ с. ш. 7°04′03″ в. д.  | Берлин Дортмунд Франкфурт Гельзенкирхен Гамбург Ганновер Кайзерслаутерн Кёльн Лейпциг Мюнхен Нюрнберг Штутгарт | Берлин Дортмунд Франкфурт Гельзенкирхен Гамбург Ганновер Кайзерслаутерн Кёльн Лейпциг Мюнхен Нюрнберг Штутгарт | 53°35′13″ с. ш. 9°53′55″ в. д.  |
| Вместимость: 53 804             | Берлин Дортмунд Франкфурт Гельзенкирхен Гамбург Ганновер Кайзерслаутерн Кёльн Лейпциг Мюнхен Нюрнберг Штутгарт | Берлин Дортмунд Франкфурт Гельзенкирхен Гамбург Ганновер Кайзерслаутерн Кёльн Лейпциг Мюнхен Нюрнберг Штутгарт | Вместимость: 51 055             |
|                                 | Берлин Дортмунд Франкфурт Гельзенкирхен Гамбург Ганновер Кайзерслаутерн Кёльн Лейпциг Мюнхен Нюрнберг Штутгарт | Берлин Дортмунд Франкфурт Гельзенкирхен Гамбург Ганновер Кайзерслаутерн Кёльн Лейпциг Мюнхен Нюрнберг Штутгарт |                                 |
| Франкфурт-на-Майне              | Берлин Дортмунд Франкфурт Гельзенкирхен Гамбург Ганновер Кайзерслаутерн Кёльн Лейпциг Мюнхен Нюрнберг Штутгарт | Берлин Дортмунд Франкфурт Гельзенкирхен Гамбург Ганновер Кайзерслаутерн Кёльн Лейпциг Мюнхен Нюрнберг Штутгарт | Кёльн                           |
| Коммерцбанк Арена               | Берлин Дортмунд Франкфурт Гельзенкирхен Гамбург Ганновер Кайзерслаутерн Кёльн Лейпциг Мюнхен Нюрнберг Штутгарт | Берлин Дортмунд Франкфурт Гельзенкирхен Гамбург Ганновер Кайзерслаутерн Кёльн Лейпциг Мюнхен Нюрнберг Штутгарт | Рейн Энерги                     |
| 50°04′06″ с. ш. 8°38′43″ в. д.  | Берлин Дортмунд Франкфурт Гельзенкирхен Гамбург Ганновер Кайзерслаутерн Кёльн Лейпциг Мюнхен Нюрнберг Штутгарт | Берлин Дортмунд Франкфурт Гельзенкирхен Гамбург Ганновер Кайзерслаутерн Кёльн Лейпциг Мюнхен Нюрнберг Штутгарт | 50°56′00″ с. ш. 6°52′29″ в. д.  |
| Вместимость: 48 132             | Берлин Дортмунд Франкфурт Гельзенкирхен Гамбург Ганновер Кайзерслаутерн Кёльн Лейпциг Мюнхен Нюрнберг Штутгарт | Берлин Дортмунд Франкфурт Гельзенкирхен Гамбург Ганновер Кайзерслаутерн Кёльн Лейпциг Мюнхен Нюрнберг Штутгарт | Вместимость: 50 374             |
|                                 | Берлин Дортмунд Франкфурт Гельзенкирхен Гамбург Ганновер Кайзерслаутерн Кёльн Лейпциг Мюнхен Нюрнберг Штутгарт | Берлин Дортмунд Франкфурт Гельзенкирхен Гамбург Ганновер Кайзерслаутерн Кёльн Лейпциг Мюнхен Нюрнберг Штутгарт |                                 |
| Ганновер                        | Лейпциг | Кайзерслаутерн                                                                                                 | Нюрнберг                        |
| АВД Арена                       | Центральный стадион                                                                                            | Стадион имени Фрица Вальтера                                                                                   | ИзиКредит                       |
| 52°21′36″ с. ш. 9°43′52″ в. д.  | 51°20′44″ с. ш. 12°20′53″ в. д.                                                                                | 49°26′04″ с. ш. 7°46′35″ в. д.                                                                                 | 49°25′34″ с. ш. 11°07′33″ в. д. |
| Вместимость: 44 652             | Вместимость: 44 199                                                                                            | Вместимость: 43 450                                                                                            | Вместимость: 41 926             |
|                                 | | |                                 |

## Судьи
| АФК Шамсул Майдин Тору Камикава КАФ Коффи Коджия Эссам Абдель Фатах КОНКАКАФ Бенито Арчундиа Марко Родригес | КОНМЕБОЛ Орасио Элисондо Карлос Симон Оскар Руис Карлос Амарилья Хорхе Ларрионда ОФК Марк Шилд | УЕФА Грэм Полл Франк Де Блекере Маркус Мерк Луис Медина Канталехо Роберто Розетти Валентин Иванов Любош Михель Эрик Пуля Массимо Бузакка |

## Команды
Национальные футбольные союзы должны были до 15 мая 2006 года прислать заявку на чемпионат мира, в которой должны быть указаны 23 игрока, в том числе 3 вратаря. В случае травмы кого-либо из заявленных игроков, можно произвести замену не позже, чем за 24 часа до начала первой игры команды.

## Жеребьёвка
Жеребьёвка финального турнира прошла 9 декабря в «Конгресс-центре» (Лейпциг). Состав корзин выглядел так:
| Корзина 1                                                                         | Корзина 2                                                                     | Корзина 3                                                                            | Корзина 4                                                                                     | Специальная корзина    |
| --------------------------------------------------------------------------------- | ----------------------------------------------------------------------------- | ------------------------------------------------------------------------------------ | --------------------------------------------------------------------------------------------- | ---------------------- |
| Организатор & топ-7 рейтинга                                                      | Африка & Южная Америка & Австралия                                            | Европа                                                                               | Азия & Северная Америка                                                                       | Европа (низш. рейтинг) |
| - Бразилия - Англия - Испания - Германия - Мексика - Франция - Италия - Аргентина | - Австралия - Ангола - Гана - Кот-д’Ивуар - Парагвай - Того - Тунис - Эквадор | - Нидерланды - Польша - Португалия - Украина - Хорватия - Швейцария - Швеция - Чехия | - Иран - Республика Корея - Коста-Рика - Саудовская Аравия - США - Тринидад и Тобаго - Япония | - Сербия и Черногория  |

Согласно правилам жеребьёвки, две команды из одной конфедерации (не считая Европу) не могут попасть в одну группу (для Европы — не более двух команд в одной группе). Таким образом, Бразилия и Аргентина не могли попасть в одну группу с Парагваем и Эквадором, а Мексика — в одну группу с другой сборной КОНКАКАФ. А чтобы в одной группе не оказалось три европейских команды, Сербия и Черногория, рейтинг которой не позволял ей находиться в третьей (европейской) корзине, в единственном числе образовывала специальную корзину и отправлялась в одну группу с Бразилией, Аргентиной или Мексикой. Также до процедуры жеребьёвки из экономических соображений сборным Германии и Бразилии были присвоены первые номера групп A и F, соответственно, учитывая, что «матки» этих групп согласно заранее составленному каркасу расписания проводят на групповом этапе по два матча из трёх на самых вместительных стадионах чемпионата — в Мюнхене и Берлине.

## Группы
Из команд, успешно прошедших квалификационный раунд, путём жеребьёвки определились восемь групп по четыре команды. Из каждой группы по окончании групповых матчей лучшие две команды прошли в 1/8 финала.

### Регламент
Если команды в группах набирали одинаковое количество очков, то в квалификационном раунде использовались следующие критерии для определения лучшей команды (в порядке убывания их значимости):
1. Количество очков, набранное в матчах между собой.
2. Разница забитых и пропущенных мячей в матчах между собой.
3. Наибольшее количество забитых мячей в матчах между собой.
4. Разница мячей во всех матчах в группе.
5. Наибольшее количество забитых мячей во всех матчах в группе.
6. Переигровка на нейтральном стадионе с дополнительным временем и серией пенальти.

В финальной стадии критерии следующие:
1. Разница мячей во всех матчах в группе.
2. Наибольшее количество забитых мячей во всех матчах в группе.
3. Количество очков, набранное в матчах между собой.
4. Разница забитых и пропущенных мячей в матчах между собой.
5. Наибольшее количество забитых мячей в матчах между собой.
6. Жеребьёвка.

## Групповой этап

### Группа A
| Поз | Команда      | И | В | Н | П | МЗ | МП | РМ | О | Квалификация     |
| --- | ------------ | - | - | - | - | -- | -- | -- | - | ---------------- |
| 1   | Германия (Х) | 3 | 3 | 0 | 0 | 8  | 2  | +6 | 9 | Выход в плей-офф |
| 2   | Эквадор      | 3 | 2 | 0 | 1 | 5  | 3  | +2 | 6 | Выход в плей-офф |
| 3   | Польша       | 3 | 1 | 0 | 2 | 2  | 4  | −2 | 3 |                  |
| 4   | Коста-Рика   | 3 | 0 | 0 | 3 | 3  | 9  | −6 | 0 |                  |

| Германия                              | 4:2     | Коста-Рика      |
| ------------------------------------- | ------- | --------------- |
| - Лам 6′ - Клозе 17′ 61′ - Фрингс 87′ | (отчёт) | Ванчопе 12′ 73′ |

| Польша | 0:2     | Эквадор                         |
| ------ | ------- | ------------------------------- |
|        | (отчёт) | - К. Тенорио 24′ - Дельгадо 80′ |

| Германия      | 1:0     | Польша |
| ------------- | ------- | ------ |
| Нёвилль 90+1′ | (отчёт) |        |

| Эквадор                                         | 3:0     | Коста-Рика |
| ----------------------------------------------- | ------- | ---------- |
| - К. Тенорио 8′ - Дельгадо 54′ - Кавьедес 90+2′ | (отчёт) |            |

| Эквадор | 0:3     | Германия                       |
| ------- | ------- | ------------------------------ |
|         | (отчёт) | - Клозе 4′ 44′ - Подольски 57′ |

| Коста-Рика | 1:2     | Польша           |
| ---------- | ------- | ---------------- |
| Гомес 25′  | (отчёт) | Босацкий 35′ 65′ |

### Группа B
| Поз | Команда           | И | В | Н | П | МЗ | МП | РМ | О | Квалификация     |
| --- | ----------------- | - | - | - | - | -- | -- | -- | - | ---------------- |
| 1   | Англия            | 3 | 2 | 1 | 0 | 5  | 2  | +3 | 7 | Выход в плей-офф |
| 2   | Швеция            | 3 | 1 | 2 | 0 | 3  | 2  | +1 | 5 | Выход в плей-офф |
| 3   | Парагвай          | 3 | 1 | 0 | 2 | 2  | 2  | 0  | 3 |                  |
| 4   | Тринидад и Тобаго | 3 | 0 | 1 | 2 | 0  | 4  | −4 | 1 |                  |

| Англия            | 1:0     | Парагвай |
| ----------------- | ------- | -------- |
| Гамарра 4′ (авт.) | (отчёт) |          |

| Тринидад и Тобаго | 0:0     | Швеция |
| ----------------- | ------- | ------ |
|                   | (отчёт) |        |

| Англия                       | 2:0     | Тринидад и Тобаго |
| ---------------------------- | ------- | ----------------- |
| - Крауч 83′ - Джеррард 90+1′ | (отчёт) |                   |

| Швеция      | 1:0     | Парагвай |
| ----------- | ------- | -------- |
| Юнгберг 89′ | (отчёт) |          |

| Швеция                     | 2:2     | Англия                    |
| -------------------------- | ------- | ------------------------- |
| - Альбек 51′ - Ларссон 90′ | (отчёт) | - Коул 34′ - Джеррард 85′ |

| Парагвай                        | 2:0     | Тринидад и Тобаго |
| ------------------------------- | ------- | ----------------- |
| - Санчо 25′ (авт.) - Куэвас 86′ | (отчёт) |                   |

### Группа C
| Поз | Команда             | И | В | Н | П | МЗ | МП | РМ | О | Квалификация     |
| --- | ------------------- | - | - | - | - | -- | -- | -- | - | ---------------- |
| 1   | Аргентина           | 3 | 2 | 1 | 0 | 8  | 1  | +7 | 7 | Выход в плей-офф |
| 2   | Нидерланды          | 3 | 2 | 1 | 0 | 3  | 1  | +2 | 7 | Выход в плей-офф |
| 3   | Кот-д’Ивуар         | 3 | 1 | 0 | 2 | 5  | 6  | −1 | 3 |                  |
| 4   | Сербия и Черногория | 3 | 0 | 0 | 3 | 2  | 10 | −8 | 0 |                  |

| Аргентина                  | 2:1     | Кот-д’Ивуар |
| -------------------------- | ------- | ----------- |
| - Креспо 24′ - Савиола 38′ | (отчёт) | Дрогба 82′  |

| Сербия и Черногория | 0:1     | Нидерланды |
| ------------------- | ------- | ---------- |
|                     | (отчёт) | Роббен 18′ |

| Аргентина                                                              | 6:0     | Сербия и Черногория |
| ---------------------------------------------------------------------- | ------- | ------------------- |
| - Родригес 6′ 41′ - Камбьяссо 31′ - Креспо 78′ - Тевес 84′ - Месси 88′ | (отчёт) |                     |

| Нидерланды                          | 2:1     | Кот-д’Ивуар |
| ----------------------------------- | ------- | ----------- |
| - ван Перси 23′ - Ван Нистелрой 27′ | (отчёт) | Б. Коне 38′ |

| Нидерланды | 0:0     | Аргентина |
| ---------- | ------- | --------- |
|            | (отчёт) |           |

| Кот-д’Ивуар                               | 3:2     | Сербия и Черногория    |
| ----------------------------------------- | ------- | ---------------------- |
| - Диндан 37′ 67′ (пен.) - Калу 86′ (пен.) | (отчёт) | - Жигич 10′ - Илич 20′ |

### Группа D
| Поз | Команда    | И | В | Н | П | МЗ | МП | РМ | О | Квалификация     |
| --- | ---------- | - | - | - | - | -- | -- | -- | - | ---------------- |
| 1   | Португалия | 3 | 3 | 0 | 0 | 5  | 1  | +4 | 9 | Выход в плей-офф |
| 2   | Мексика    | 3 | 1 | 1 | 1 | 4  | 3  | +1 | 4 | Выход в плей-офф |
| 3   | Ангола     | 3 | 0 | 2 | 1 | 1  | 2  | −1 | 2 |                  |
| 4   | Иран       | 3 | 0 | 1 | 2 | 2  | 6  | −4 | 1 |                  |

| Мексика                     | 3:1     | Иран             |
| --------------------------- | ------- | ---------------- |
| - Браво 28′ 76′ - Зинья 79′ | (отчёт) | Голмохаммади 36′ |

| Ангола | 0:1     | Португалия |
| ------ | ------- | ---------- |
|        | (отчёт) | Паулета 4′ |

| Мексика | 0:0     | Ангола |
| ------- | ------- | ------ |
|         | (отчёт) |        |

| Португалия                                | 2:0     | Иран |
| ----------------------------------------- | ------- | ---- |
| - Деку 63′ - Криштиану Роналду 80′ (пен.) | (отчёт) |      |

| Португалия                             | 2:1     | Мексика     |
| -------------------------------------- | ------- | ----------- |
| - Манише 6′ - Симан Саброза 24′ (пен.) | (отчёт) | Фонсека 29′ |

| Иран             | 1:1     | Ангола     |
| ---------------- | ------- | ---------- |
| Бахтьяризаде 75′ | (отчёт) | Флавиу 60′ |

### Группа E
| Поз | Команда | И | В | Н | П | МЗ | МП | РМ | О | Квалификация     |
| --- | ------- | - | - | - | - | -- | -- | -- | - | ---------------- |
| 1   | Италия  | 3 | 2 | 1 | 0 | 5  | 1  | +4 | 7 | Выход в плей-офф |
| 2   | Гана    | 3 | 2 | 0 | 1 | 4  | 3  | +1 | 6 | Выход в плей-офф |
| 3   | Чехия   | 3 | 1 | 0 | 2 | 3  | 4  | −1 | 3 |                  |
| 4   | США     | 3 | 0 | 1 | 2 | 2  | 6  | −4 | 1 |                  |

| США | 0:3     | Чехия                          |
| --- | ------- | ------------------------------ |
|     | (отчёт) | - Коллер 5′ - Росицкий 36′ 76′ |

| Италия                    | 2:0     | Гана |
| ------------------------- | ------- | ---- |
| - Пирло 40′ - Яквинта 83′ | (отчёт) |      |

| Чехия | 0:2     | Гана                    |
| ----- | ------- | ----------------------- |
|       | (отчёт) | - Гьян 2′ - Мунтари 82′ |

| Италия         | 1:1     | США                  |
| -------------- | ------- | -------------------- |
| Джилардино 22′ | (отчёт) | Дзаккардо 27′ (авт.) |

| Чехия | 0:2     | Италия                        |
| ----- | ------- | ----------------------------- |
|       | (отчёт) | - Матерацци 26′ - Индзаги 87′ |

| Гана                              | 2:1     | США        |
| --------------------------------- | ------- | ---------- |
| - Драман 22′ - Аппиа 45+2′ (пен.) | (отчёт) | Демпси 43′ |

### Группа F
| Поз | Команда   | И | В | Н | П | МЗ | МП | РМ | О | Квалификация     |
| --- | --------- | - | - | - | - | -- | -- | -- | - | ---------------- |
| 1   | Бразилия  | 3 | 3 | 0 | 0 | 7  | 1  | +6 | 9 | Выход в плей-офф |
| 2   | Австралия | 3 | 1 | 1 | 1 | 5  | 5  | 0  | 4 | Выход в плей-офф |
| 3   | Хорватия  | 3 | 0 | 2 | 1 | 2  | 3  | −1 | 2 |                  |
| 4   | Япония    | 3 | 0 | 1 | 2 | 2  | 7  | −5 | 1 |                  |

| Австралия                       | 3:1     | Япония       |
| ------------------------------- | ------- | ------------ |
| - Кэхилл 84′ 89′ - Алоизи 90+2′ | (отчёт) | Накамура 26′ |

| Бразилия | 1:0     | Хорватия |
| -------- | ------- | -------- |
| Кака 44′ | (отчёт) |          |

| Япония | 0:0     | Хорватия |
| ------ | ------- | -------- |
|        | (отчёт) |          |

| Бразилия                 | 2:0     | Австралия |
| ------------------------ | ------- | --------- |
| - Адриано 49′ - Фред 90′ | (отчёт) |           |

| Япония     | 1:4     | Бразилия                                         |
| ---------- | ------- | ------------------------------------------------ |
| Тамада 34′ | (отчёт) | - Роналдо 45+1′ 81′ - Жуниньо 53′ - Жилберто 59′ |

| Хорватия                 | 2:2     | Австралия                     |
| ------------------------ | ------- | ----------------------------- |
| - Срна 2′ - Н. Ковач 56′ | (отчёт) | - Мур 38′ (пен.) - Кьюэлл 79′ |

### Группа G
| Поз | Команда          | И | В | Н | П | МЗ | МП | РМ | О | Квалификация     |
| --- | ---------------- | - | - | - | - | -- | -- | -- | - | ---------------- |
| 1   | Швейцария        | 3 | 2 | 1 | 0 | 4  | 0  | +4 | 7 | Выход в плей-офф |
| 2   | Франция          | 3 | 1 | 2 | 0 | 3  | 1  | +2 | 5 | Выход в плей-офф |
| 3   | Республика Корея | 3 | 1 | 1 | 1 | 3  | 4  | −1 | 4 |                  |
| 4   | Того             | 3 | 0 | 0 | 3 | 1  | 6  | −5 | 0 |                  |

| Республика Корея                    | 2:1     | Того      |
| ----------------------------------- | ------- | --------- |
| - Ли Чхон Су 54′ - Ан Джон Хван 72′ | (отчёт) | Кадер 31′ |

| Франция | 0:0     | Швейцария |
| ------- | ------- | --------- |
|         | (отчёт) |           |

| Франция | 1:1     | Республика Корея |
| ------- | ------- | ---------------- |
| Анри 9′ | (отчёт) | Пак Чи Сон 81′   |

| Того | 0:2     | Швейцария                 |
| ---- | ------- | ------------------------- |
|      | (отчёт) | - Фрай 16′ - Барнетта 88′ |

| Того | 0:2     | Франция                 |
| ---- | ------- | ----------------------- |
|      | (отчёт) | - Виейра 55′ - Анри 61′ |

| Швейцария                 | 2:0     | Республика Корея |
| ------------------------- | ------- | ---------------- |
| - Сендерос 23′ - Фрай 77′ | (отчёт) |                  |

### Группа H
| Поз | Команда           | И | В | Н | П | МЗ | МП | РМ | О | Квалификация     |
| --- | ----------------- | - | - | - | - | -- | -- | -- | - | ---------------- |
| 1   | Испания           | 3 | 3 | 0 | 0 | 8  | 1  | +7 | 9 | Выход в плей-офф |
| 2   | Украина           | 3 | 2 | 0 | 1 | 5  | 4  | +1 | 6 | Выход в плей-офф |
| 3   | Тунис             | 3 | 0 | 1 | 2 | 3  | 6  | −3 | 1 |                  |
| 4   | Саудовская Аравия | 3 | 0 | 1 | 2 | 2  | 7  | −5 | 1 |                  |

| Испания                                          | 4:0     | Украина |
| ------------------------------------------------ | ------- | ------- |
| - Алонсо 13′ - Вилья 17′ 48′ (пен.) - Торрес 81′ | (отчёт) |         |

| Тунис                        | 2:2     | Саудовская Аравия                  |
| ---------------------------- | ------- | ---------------------------------- |
| - Джазири 23′ - Джаиди 90+2′ | (отчёт) | - Аль-Кахтани 57′ - Аль-Джабер 84′ |

| Саудовская Аравия | 0:4     | Украина                                                  |
| ----------------- | ------- | -------------------------------------------------------- |
|                   | (отчёт) | - Русол 4′ - Ребров 36′ - Шевченко 46′ - Калиниченко 84′ |

| Испания                               | 3:1     | Тунис    |
| ------------------------------------- | ------- | -------- |
| - Рауль 71′ - Торрес 76′ 90+1′ (пен.) | (отчёт) | Мнари 8′ |

| Саудовская Аравия | 0:1     | Испания     |
| ----------------- | ------- | ----------- |
|                   | (отчёт) | Хуанито 36′ |

| Украина             | 1:0     | Тунис |
| ------------------- | ------- | ----- |
| Шевченко 70′ (пен.) | (отчёт) |       |

## Плей-офф

### Сетка турнира
|  | 1/8 финала               | 1/8 финала             |                    |       | Четвертьфиналы       | Четвертьфиналы       |                   |                   | Полуфиналы | Полуфиналы |  |  | Финал | Финал |
|  |                          |                        |                    |       |                      |                      |                   |                   |            |            |  |  |       |       |
|  | 24 июня — Мюнхен         |                        |                    |       |                      |                      |                   |                   |            |            |  |  |       |       |
|  |                          |                        |                    |       |                      |                      |                   |                   |            |            |  |  |       |       |
|  | Германия                 | 2                      |                    |       |                      |                      |                   |                   |            |            |  |  |       |       |
|  | Германия                 | 2                      | 30 июня — Берлин   |       |                      |                      |                   |                   |            |            |  |  |       |       |
|  | Швеция                   | 0                      |                    |       |                      |                      |                   |                   |            |            |  |  |       |       |
|  | Швеция                   | 0                      | Германия (пен.)    | 1 (4) |                      |                      |                   |                   |            |            |  |  |       |       |
|  | 24 июня — Лейпциг        |                        | Германия (пен.)    | 1 (4) |                      |                      |                   |                   |            |            |  |  |       |       |
|  |                          | Аргентина              | 1 (2)              |       |                      |                      |                   |                   |            |            |  |  |       |       |
|  | Аргентина (доп. вр.)     | Аргентина              | 1 (2)              | 2     |                      |                      |                   |                   |            |            |  |  |       |       |
|  | Аргентина (доп. вр.)     |                        | 4 июля — Дортмунд  | 2     |                      |                      |                   |                   |            |            |  |  |       |       |
|  | Мексика                  | 1                      |                    |       |                      |                      |                   |                   |            |            |  |  |       |       |
|  | Мексика                  | 1                      | Германия           | 0     |                      |                      |                   |                   |            |            |  |  |       |       |
|  | 26 июня — Кайзерслаутерн |                        | Германия           | 0     |                      |                      |                   |                   |            |            |  |  |       |       |
|  |                          | Италия (доп. вр.)      | 2                  |       |                      |                      |                   |                   |            |            |  |  |       |       |
|  | Италия                   | Италия (доп. вр.)      | 2                  | 1     |                      |                      |                   |                   |            |            |  |  |       |       |
|  | Италия                   | 30 июня — Гамбург      |                    | 1     |                      |                      |                   |                   |            |            |  |  |       |       |
|  | Австралия                | 0                      |                    |       |                      |                      |                   |                   |            |            |  |  |       |       |
|  | Австралия                | 0                      | Италия             | 3     |                      |                      |                   |                   |            |            |  |  |       |       |
|  | 26 июня — Кёльн          |                        | Италия             | 3     |                      |                      |                   |                   |            |            |  |  |       |       |
|  |                          | Украина                | 0                  |       |                      |                      |                   |                   |            |            |  |  |       |       |
|  | Швейцария                | Украина                | 0                  | 0 (0) |                      |                      |                   |                   |            |            |  |  |       |       |
|  | Швейцария                |                        | 9 июля — Берлин    | 0 (0) |                      |                      |                   |                   |            |            |  |  |       |       |
|  | Украина (пен.)           | 0 (3)                  |                    |       |                      |                      |                   |                   |            |            |  |  |       |       |
|  | Украина (пен.)           | 0 (3)                  | Италия (пен.)      | 1 (5) |                      |                      |                   |                   |            |            |  |  |       |       |
|  | 25 июня — Штутгарт       |                        | Италия (пен.)      | 1 (5) |                      |                      |                   |                   |            |            |  |  |       |       |
|  |                          | Франция                | 1 (3)              |       |                      |                      |                   |                   |            |            |  |  |       |       |
|  | Англия                   | Франция                | 1 (3)              | 1     |                      |                      |                   |                   |            |            |  |  |       |       |
|  | Англия                   | 1 июля — Гельзенкирхен |                    | 1     |                      |                      |                   |                   |            |            |  |  |       |       |
|  | Эквадор                  | 0                      |                    |       |                      |                      |                   |                   |            |            |  |  |       |       |
|  | Эквадор                  | 0                      | Англия             | 0 (1) |                      |                      |                   |                   |            |            |  |  |       |       |
|  | 25 июня — Нюрнберг       |                        | Англия             | 0 (1) |                      |                      |                   |                   |            |            |  |  |       |       |
|  |                          | Португалия (пен.)      | 0 (3)              |       |                      |                      |                   |                   |            |            |  |  |       |       |
|  | Португалия               | Португалия (пен.)      | 0 (3)              | 1     |                      |                      |                   |                   |            |            |  |  |       |       |
|  | Португалия               |                        | 5 июля — Мюнхен    | 1     |                      |                      |                   |                   |            |            |  |  |       |       |
|  | Нидерланды               | 0                      |                    |       |                      |                      |                   |                   |            |            |  |  |       |       |
|  | Нидерланды               | 0                      | Португалия         | 0     |                      |                      |                   |                   |            |            |  |  |       |       |
|  | 27 июня — Дортмунд       |                        | Португалия         | 0     |                      |                      |                   |                   |            |            |  |  |       |       |
|  |                          | Франция                | 1                  |       | Матч за третье место | Матч за третье место |                   |                   |            |            |  |  |       |       |
|  | Бразилия                 | Франция                | 1                  | 3     | Матч за третье место | Матч за третье место |                   |                   |            |            |  |  |       |       |
|  | Бразилия                 | 1 июля — Франкфурт     | 1 июля — Франкфурт | 3     |                      |                      | 8 июля — Штутгарт | 8 июля — Штутгарт |            |            |  |  |       |       |
|  | Гана                     | 1 июля — Франкфурт     | 1 июля — Франкфурт | 0     |                      |                      | 8 июля — Штутгарт | 8 июля — Штутгарт |            |            |  |  |       |       |
|  | Гана                     | Бразилия               | 0                  | 0     | Германия             | 3                    |                   |                   |            |            |  |  |       |       |
|  | 27 июня — Ганновер       | Бразилия               | 0                  |       | Германия             | 3                    |                   |                   |            |            |  |  |       |       |
|  |                          | Франция                | 1                  |       | Португалия           | 1                    |                   |                   |            |            |  |  |       |       |
|  | Испания                  | Франция                | 1                  | 1     | Португалия           | 1                    |                   |                   |            |            |  |  |       |       |
|  | Испания                  |                        |                    | 1     |                      |                      |                   |                   |            |            |  |  |       |       |
|  | Франция                  | 3                      |                    |       |                      |                      |                   |                   |            |            |  |  |       |       |
|  | Франция                  | 3                      |                    |       |                      |                      |                   |                   |            |            |  |  |       |       |

### 1/8 финала
| Германия         | 2:0     | Швеция |
| ---------------- | ------- | ------ |
| Подольски 4′ 12′ | (отчёт) |        |

| Аргентина                   | 2:1 (доп. вр.) | Мексика   |
| --------------------------- | -------------- | --------- |
| - Креспо 10′ - Родригес 98′ | (отчёт)        | Маркес 6′ |

| Англия     | 1:0     | Эквадор |
| ---------- | ------- | ------- |
| Бекхэм 60′ | (отчёт) |         |

| Португалия | 1:0     | Нидерланды |
| ---------- | ------- | ---------- |
| Манише 23′ | (отчёт) |            |

| Италия             | 1:0     | Австралия |
| ------------------ | ------- | --------- |
| Тотти 90+5′ (пен.) | (отчёт) |           |

| Швейцария                        | 0:0 (доп. вр.) | Украина                                 |
| -------------------------------- | -------------- | --------------------------------------- |
|                                  | (отчёт)        |                                         |
| Пенальти                         |                |                                         |
| - Штреллер - Барнетта - Кабаньяс | 0:3            | - Шевченко - Милевский - Ребров - Гусев |

| Бразилия                                      | 3:0     | Гана |
| --------------------------------------------- | ------- | ---- |
| - Роналдо 5′ - Адриано 45+1′ - Зе Роберто 84′ | (отчёт) |      |

| Испания          | 1:3     | Франция                                 |
| ---------------- | ------- | --------------------------------------- |
| Вилья 28′ (пен.) | (отчёт) | - Рибери 41′ - Виейра 83′ - Зидан 90+2′ |

### Четвертьфиналы
| Германия                                  | 1:1 (доп. вр.) | Аргентина                             |
| ----------------------------------------- | -------------- | ------------------------------------- |
| Клозе 80′                                 | (отчёт)        | Айяла 49′                             |
| Пенальти                                  |                |                                       |
| - Нёвилль - Баллак - Подольски - Боровски | 4:2            | - Крус - Айяла - Родригес - Камбьяссо |

| Италия                         | 3:0     | Украина |
| ------------------------------ | ------- | ------- |
| - Дзамбротта 6′ - Тони 59′ 69′ | (отчёт) |         |

| Англия                                     | 0:0 (доп. вр.) | Португалия                                   |
| ------------------------------------------ | -------------- | -------------------------------------------- |
|                                            | (отчёт)        |                                              |
| Пенальти                                   |                |                                              |
| - Лэмпард - Харгривз - Джеррард - Каррагер | 1:3            | - Саброза - Виана - Пети - Поштига - Роналду |

| Бразилия | 0:1     | Франция  |
| -------- | ------- | -------- |
|          | (отчёт) | Анри 57′ |

### Полуфиналы
| Германия | 0:2 (доп. вр.) | Италия                            |
| -------- | -------------- | --------------------------------- |
|          | (отчёт)        | - Гроссо 119′ - Дель Пьеро 120+1′ |

| Португалия | 0:1     | Франция          |
| ---------- | ------- | ---------------- |
|            | (отчёт) | Зидан 33′ (пен.) |

### Матч за третье место
| Германия                                 | 3:1     | Португалия     |
| ---------------------------------------- | ------- | -------------- |
| - Швайнштайгер 56′ 78′ - Пети 60′ (авт.) | (отчёт) | Нуну Гомеш 88′ |

### Финал
| Италия                                               | 1:1 (доп. вр.) | Франция                                 |
| ---------------------------------------------------- | -------------- | --------------------------------------- |
| Матерацци 19′                                        | (отчёт)        | Зидан 7′ (пен.)                         |
| Пенальти                                             |                |                                         |
| - Пирло - Матерацци - де Росси - Дель Пьеро - Гроссо | 5:3            | - Вильтор - Трезеге - Абидаль - Саньоль |

## Чемпион
| Чемпион мира по футболу 2006 |
| Италия Четвёртый титул       |

## Награды
- «Золотой мяч» —  Зинедин Зидан
- «Серебряный мяч» —  Фабио Каннаваро
- «Бронзовый мяч» —  Андреа Пирло
- Награды бомбардиров
  - «Золотая бутса» —  Мирослав Клозе
  - «Серебряная бутса» —  Эрнан Креспо
  - «Бронзовая бутса» —  Роналдо
- Приз имени Льва Яшина лучшему вратарю чемпионата —  Джанлуиджи Буффон
- Лучший молодой игрок —  Лукас Подольски
- Приз честной игры —  Испания и  Бразилия

## Список бомбардиров
Приз лучшему бомбардиру — золотую бутсу от компании «Адидас» — получил нападающий сборной Германии Мирослав Клозе. На предыдущем чемпионате в 2002 году такой приз получил бразилец Роналдо.
5 голов
- Мирослав Клозе

3 гола
| - Эрнан Креспо - Макси Родригес | - Роналдо - Лукас Подольски | - Давид Вилья (2 пен.) - Фернандо Торрес (1 пен.) | - Тьерри Анри - Зинедин Зидан (2 пен.) |

2 гола
| - Тим Кэхилл - Стивен Джеррард - Адриано - Бастиан Швайнштайгер - Марко Матерацци | - Лука Тони - Пауло Ванчопе - Арюна Диндан (1 пен.) - Омар Браво | - Бартош Босацкий - Манише - Андрей Шевченко (1 пен.) - Патрик Виейра | - Томаш Росицкий - Александр Фрай - Агустин Дельгадо - Карлос Тенорио |

1 гол
| - Джон Алоизи - Харри Кьюэлл - Крейг Мур (пен.) - Дэвид Бекхэм - Джо Коул - Питер Крауч - Флавиу - Роберто Айяла - Эстебан Камбьяссо - Лионель Месси - Хавьер Савиола - Карлос Тевес - Жилберто - Жуниньо Пернамбукано - Зе Роберто - Кака - Фред - Стивен Аппиа (пен.) - Асамоа Гьян - Хамину Драман | - Салли Мунтари - Филипп Лам - Оливер Нёвилль - Торстен Фрингс - Сохраб Бахтьяризаде - Яхья Голмохаммади - Хаби Алонсо - Хуанито - Рауль - Фабио Гроссо - Альберто Джилардино - Джанлука Дзамбротта - Алессандро Дель Пьеро - Филиппо Индзаги - Андреа Пирло - Франческо Тотти (пен.) - Винченцо Яквинта - Рональд Гомес - Дидье Дрогба - Бонавантюр Калу (пен.) | - Бакари Коне - Зинья - Рафаэль Маркес - Франсиско Фонсека - Руд ван Нистелрой - Робин ван Перси - Арьен Роббен - Нуну Гомеш - Деку - Педру Паулета - Криштиану Роналду (пен.) - Симан Саброза (пен.) - Нельсон Куэвас - Никола Жигич - Саша Илич - Клинт Демпси - Сами Аль-Джабир - Ясир Аль-Кахтани - Мохамед Кадер - Зиад Жазири | - Радхи Джаиди - Джавар Мнари - Максим Калиниченко - Сергей Ребров - Андрей Русол - Франк Рибери - Нико Ковач - Дарио Срна - Ян Коллер - Транквилло Барнетта - Филипп Сендерос - Маркус Альбек - Фредрик Юнгберг - Хенрик Ларссон - Иван Кавьедес - Ан Джон Хван - Пак Чи Сон - Ли Чхон Су - Сюнсукэ Накамура - Кэйдзи Тамада |

Автоголы
- Кристиан Дзаккардо (в матче с США)
- Карлос Гамарра (в матче с Англией)
- Арманду Пети (в матче с Германией)
- Брент Санчо (в матче с Парагваем)

## Символическая сборная
7 июля 2006 года специальный комитет ФИФА огласил фамилии лучших по его мнению игроков, которые вошли в так называемую символическую сборную ЧМ-2006. На этот раз выбраны 23 игрока. Среди них: 7 представителей сборной Италии, по 4 — Португалии, Франции и Германии, 2 игрока представляют сборную Аргентины и по одному от Англии и Бразилии.
- Вратари
  -  Джанлуиджи Буффон
  -  Йенс Леманн
  -  Рикарду
- Защитники
  -  Роберто Айяла
  -  Джанлука Дзамбротта
  -  Фабио Каннаваро
  -  Рикарду Карвалью
  -  Филипп Лам
  -  Джон Терри
  -  Лилиан Тюрам
- Полузащитники
  -  Михаэль Баллак
  -  Патрик Виейра
  -  Дженнаро Гаттузо
  -  Зинедин Зидан
  -  Манише
  -  Андреа Пирло
  -  Зе Роберто
  -  Луиш Фигу
- Нападающие
  -  Тьерри Анри
  -  Мирослав Клозе
  -  Эрнан Креспо
  -  Лука Тони
  -  Франческо Тотти

## Фильмография
- «Германия. Летняя сказка[нем.]» (Deutschland. Ein Sommermärchen) — документальный фильм Зёнке Вортмана, 2006

## Факты
- В матче 1/8 финала между Португалией и Нидерландами 25 июня российский судья Валентин Иванов выдал 16 жёлтых карточек и произвел 4 удаления. Это стало новым рекордом чемпионатов мира — ранее более трёх удалений в матчах ЧМ не было[27].
- В матче 1/8 финала между Швейцарией и Украиной 26 июня украинский голкипер Александр Шовковский стал первым голкипером, не пропустившим в серии послематчевых пенальти ни единого гола.
- Девизом чемпионата мира стала фраза Die Welt zu Gast bei Freunden[нем.].
- На этом мундиале принимали участие сразу 7 игроков, которые уже на тот момент становились обладателями Золотого мяча - это Роналдо, Зидан, Фигу, Оуэн, Недвед, Шевченко и Роналдиньо.

## Спонсоры
Спонсорами чемпионата мира выступили 15 партнёров ФИФА.
- Adidas
- Avaya
- Budweiser
- Coca-Cola
- Continental
- Deutsche Telekom
- Emirates
- Fujifilm
- Gillette
- Hyundai
- MasterCard
- McDonald's
- Philips
- Toshiba
- Yahoo!